# Avenue Père Damien
 (août 2025).
Pour les articles homonymes, voir Père Damien (homonymie).
L'avenue Père Damien (Pater Damiaanlaan en néerlandais) est une avenue bruxelloise de la commune de Woluwe-Saint-Pierre.

## Histoire et description
L'avenue porte le nom du Père Damien, par décision du collège communal du 21 mars 1936, du nom d'un missionnaire belge Jozef De Veuster, prêtre de la Congrégation des Sacrés-Cœurs de Jésus et de Marie (connu sous son nom religieux de Père Damien) qui consacra toute sa vie active aux lépreux sur l'île de Molokai à Hawaii. À la suite de la canonisation du Père Damien, le 11 octobre 2009, une plaque commémorative est ajoutée par la commune au niveau du numéro 29 devant la chapelle du couvent des Sœurs franciscaines.
La longueur totale de l'avenue est de 400 mètres, l'altitude la plus haute située au niveau du no 23 face à la rue Marcel Buts est de 83 mètres.
L'esthétique urbanistique moderniste y est largement représentée. La modernité se perçoit dans les matériaux avec l'usage intensif du béton armé dissimulé derrière des parements, ainsi que dans les plans. Deux immeubles à appartements du début des années 1970 complètent la physionomie de la rue.
La numérotation des habitations va de 1 à 89 pour le côté impair et de 2 à 88 pour le côté pair.

## Situation et accès
On accède à l'avenue Père Damien par l'avenue de Tervueren et par la rue de la Cambre. En son milieu, elle est traversée par la rue François Gay. Dans la première partie de l'avenue, au niveau du numéro 23 commence la rue Marcel Buts et au niveau du numéro 66 l'avenue Capitaine Piret. Toutes ces voiries sont localisées sur le territoire de la commune de Woluwe-Saint-Pierre.

## Inventaire régional des biens remarquables

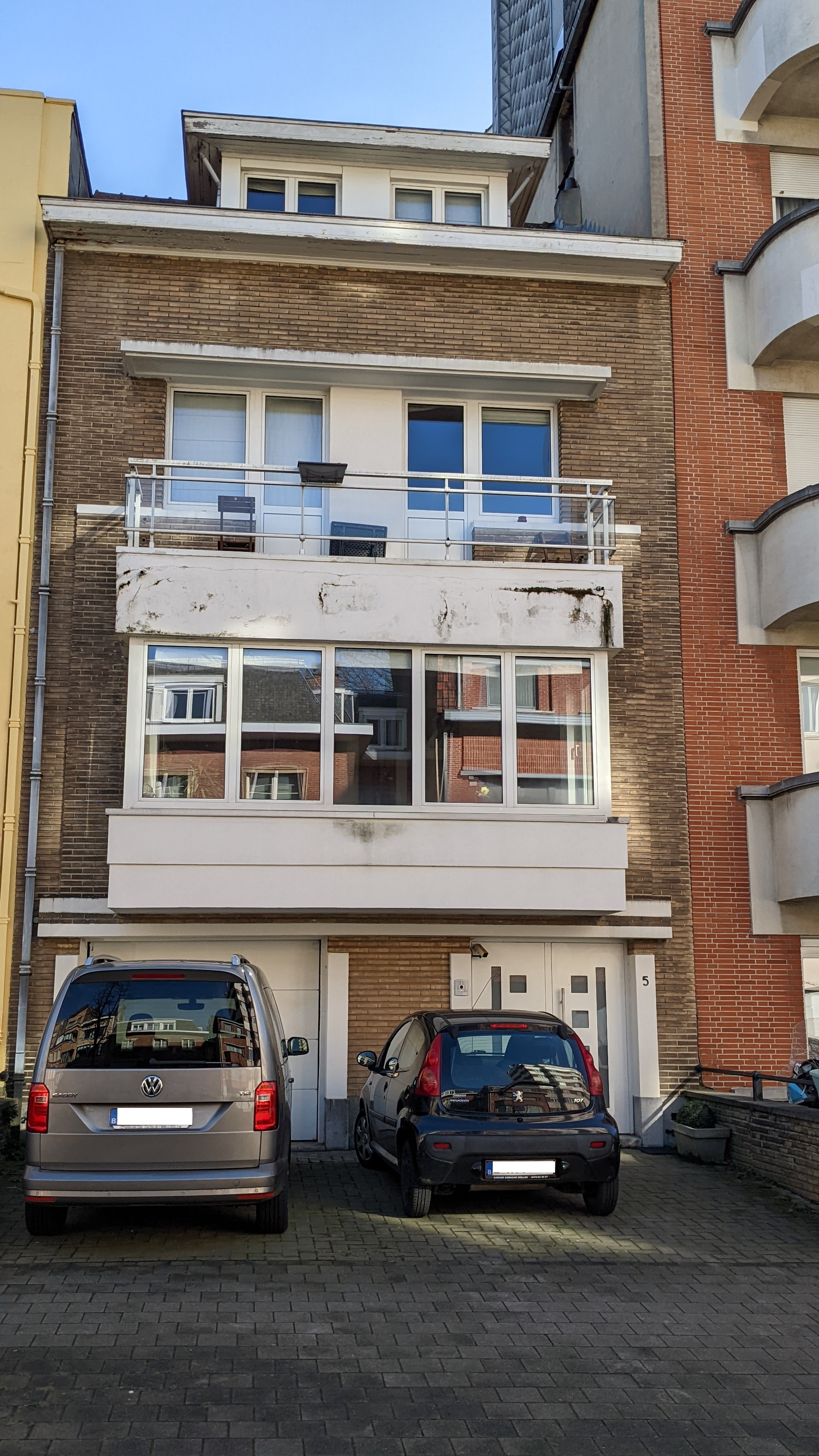
Au n° 5 une maison moderniste de type bel étage construite en 1937 par l'architecte Jean M. V. Cohen
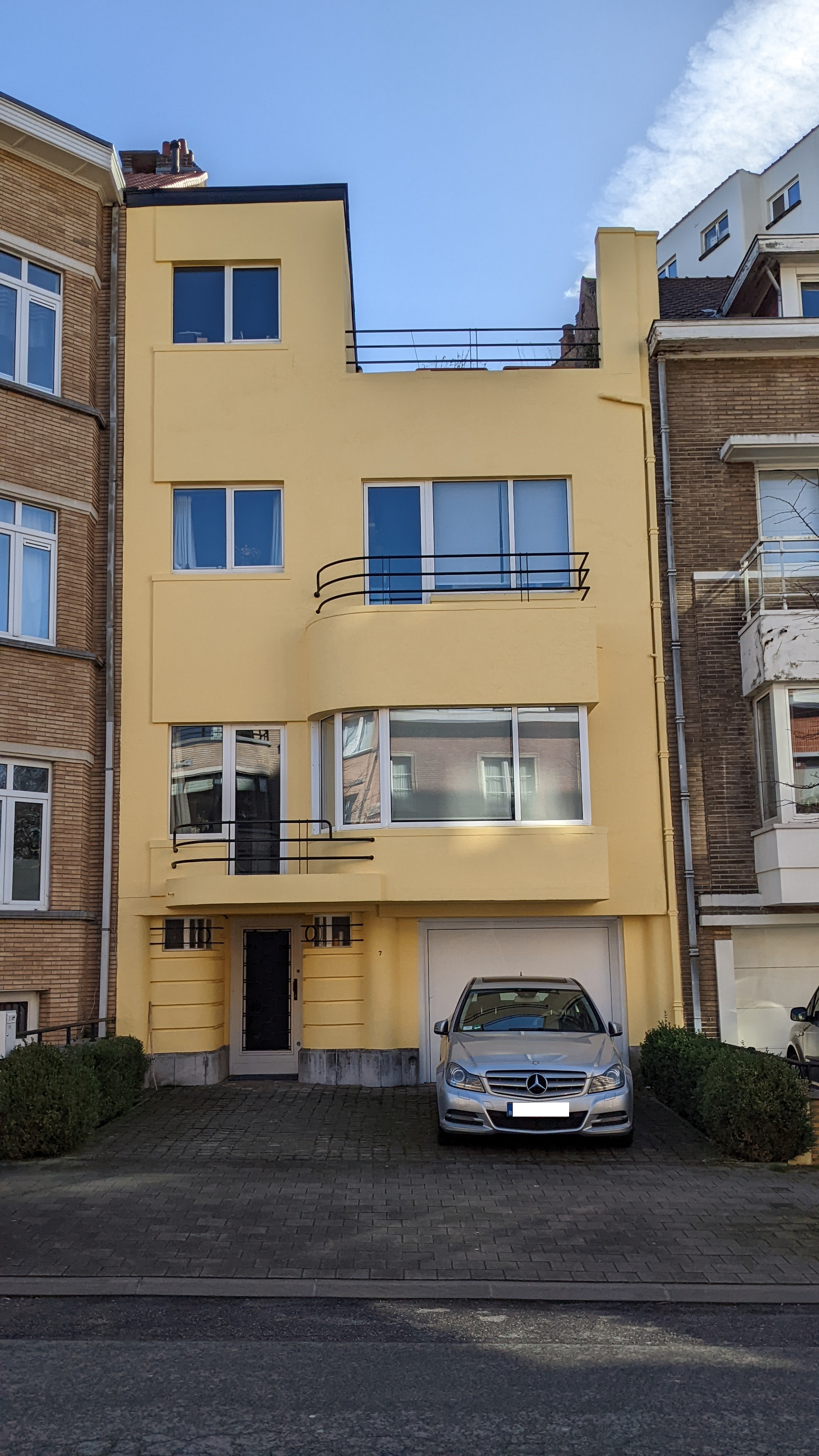
Au n° 7 une maison moderniste de type bel étage construite en 1937 par l'architecte Jean M. V. Cohen
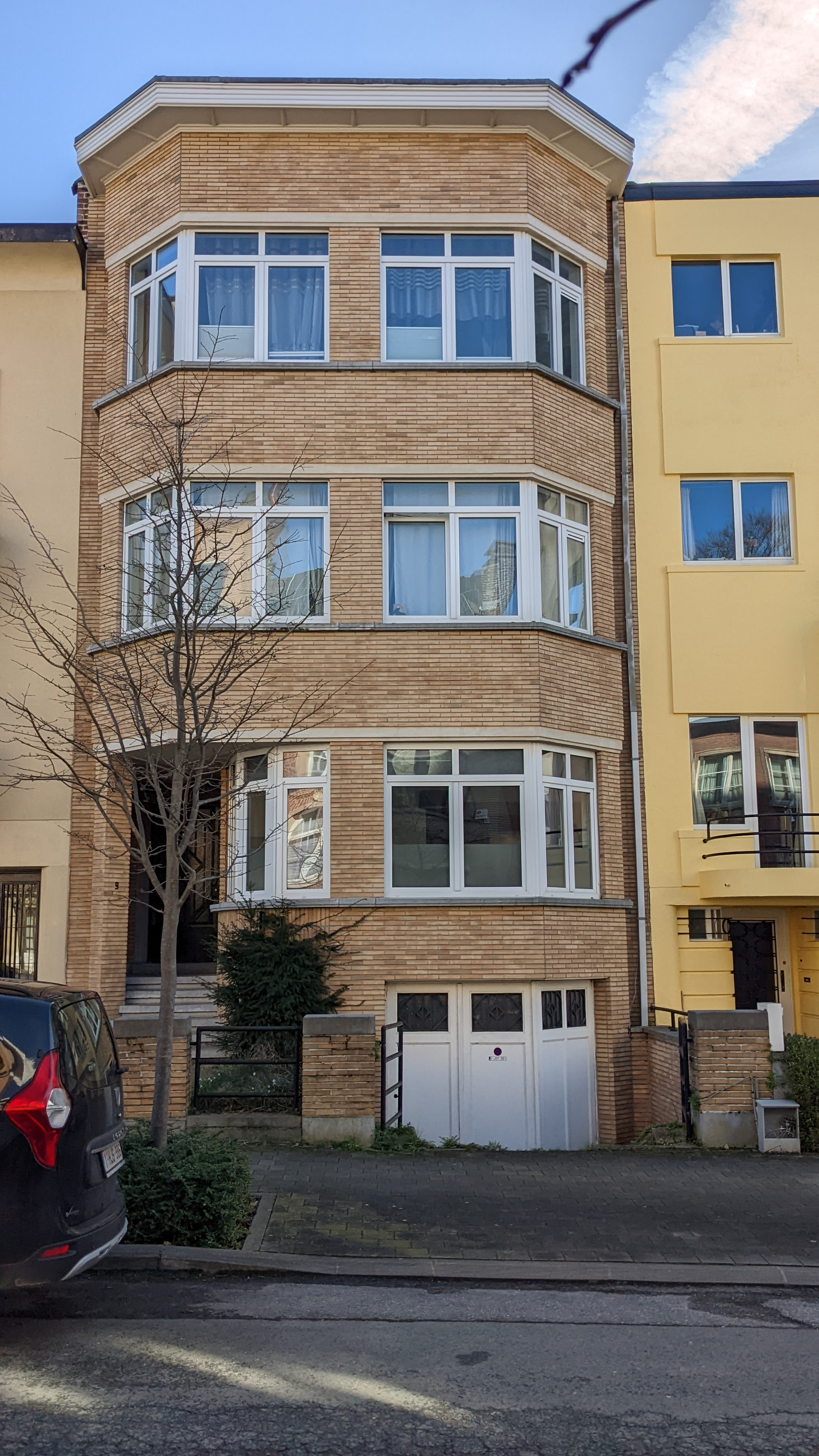
Au n° 9 une maison moderniste d'inspiration Art Déco construite en 1936 par l'architecte G. Vincent
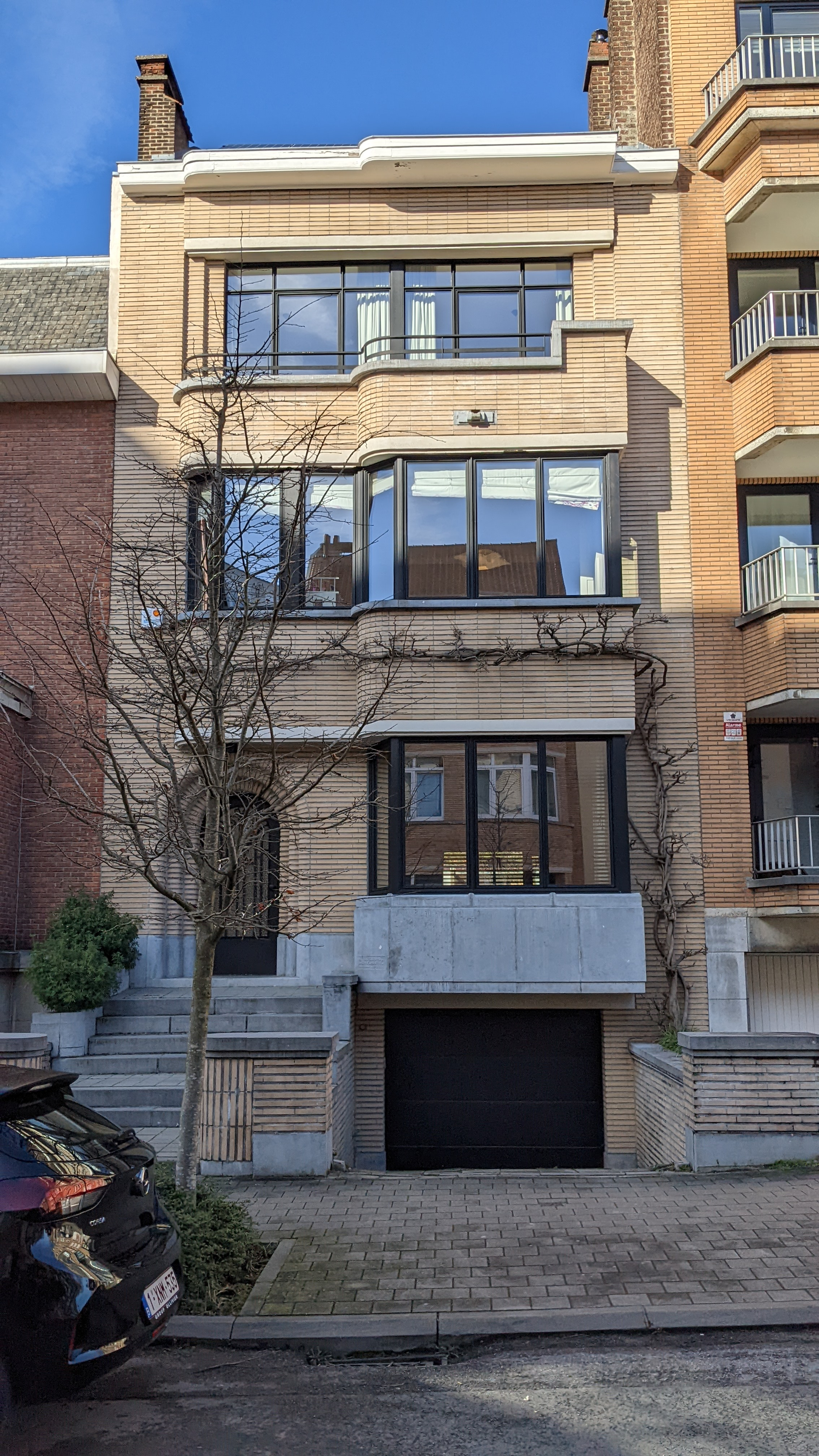
Au n° 10 une maison moderniste d'esprit Art Déco, de trois niveaux et deux travées inégales construite en 1937, signée sur le soubassement par l'architecte M. Jacobs
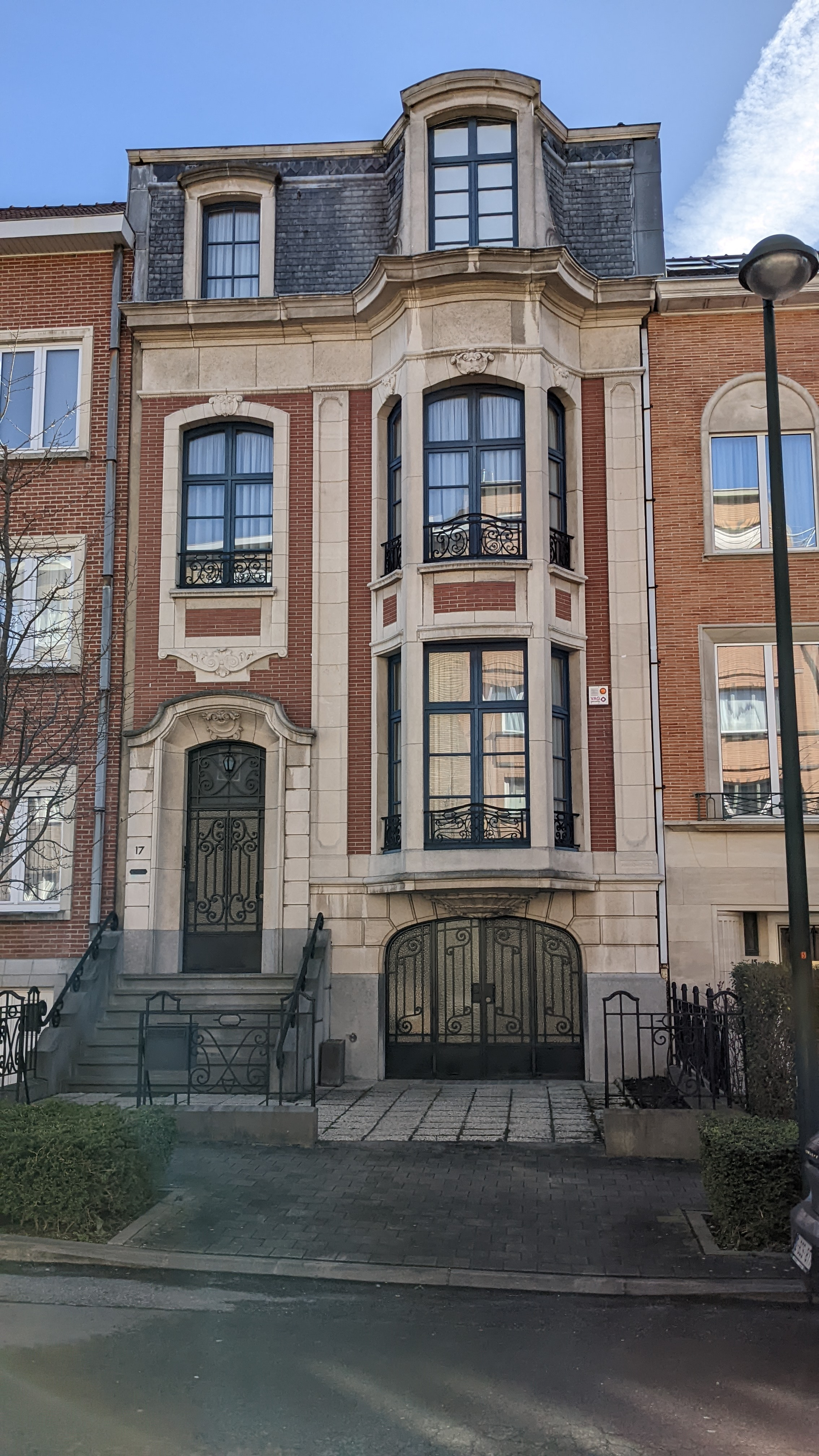
Au n° 17 une maison de style Beaux-Arts, de composition asymétrique de deux niveaux sous pseudo-mansarde construite en 1936 par l'architecte Ch. De Ridder et l'entrepreneur Louis De Ridder
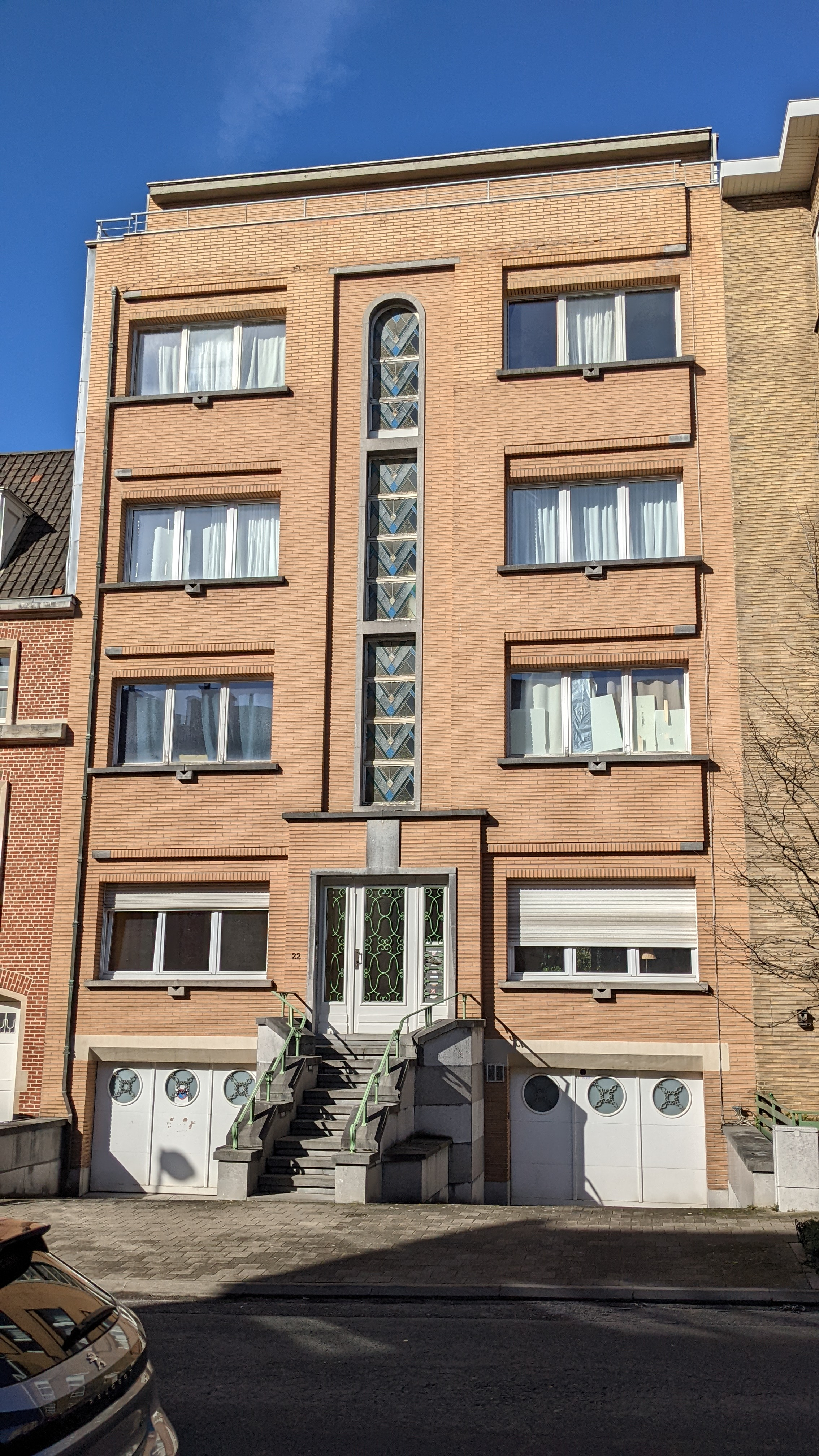
Au n° 22 un immeuble à appartements moderniste à réminiscences Art Déco, de trois travées et, à l'origine, trois niveaux sous mansarde construit en 1950 par l'architecte Pierre Hollemans. En 1969, le même architecte exhausse l'immeuble de deux niveaux, dont un d'attique, sous toiture terrasse
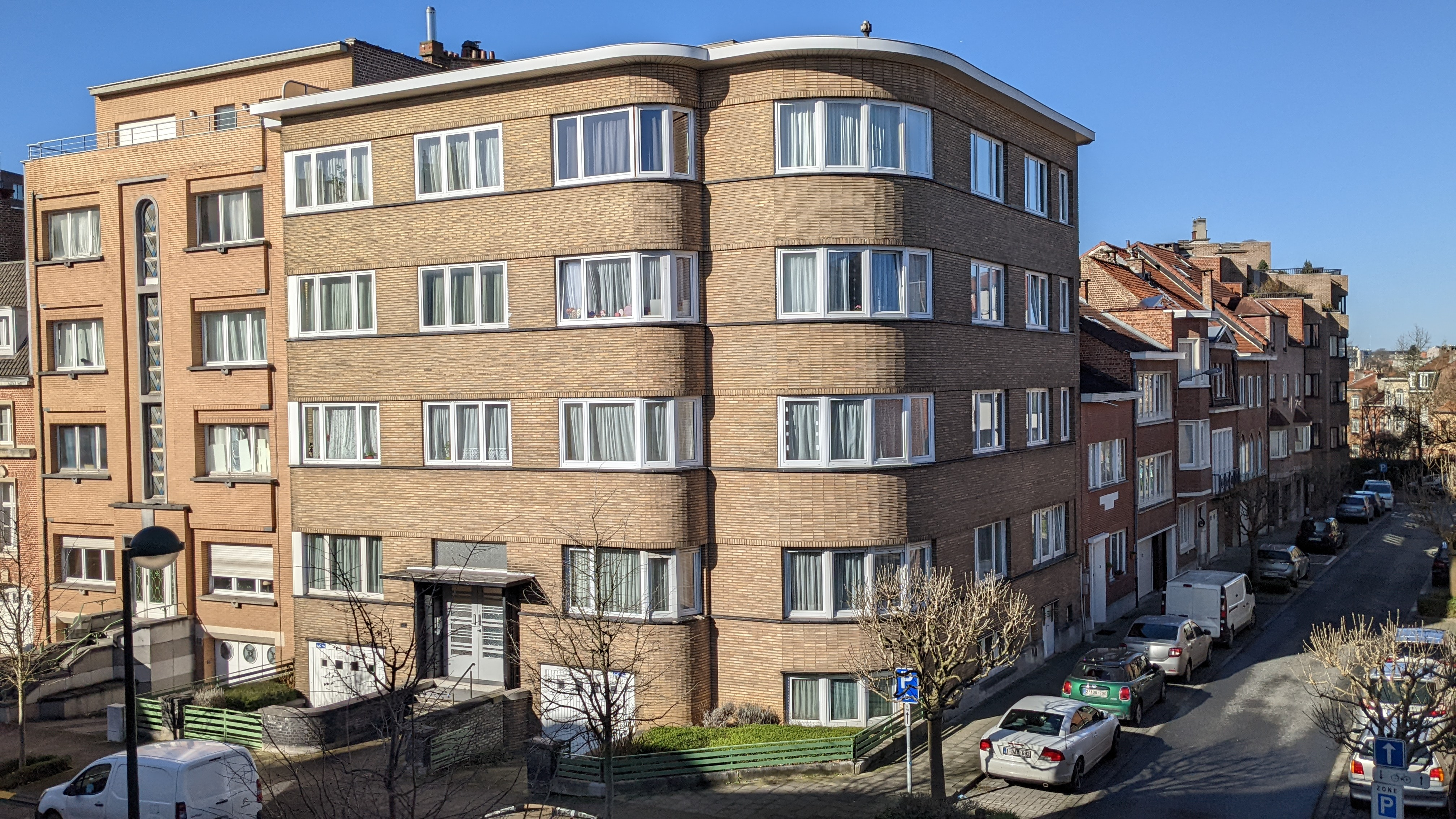
Au n° 24, un immeuble à appartements de quatre niveaux sur caves hautes construit en 1938 par l'architecte H. W. Straatman[9].
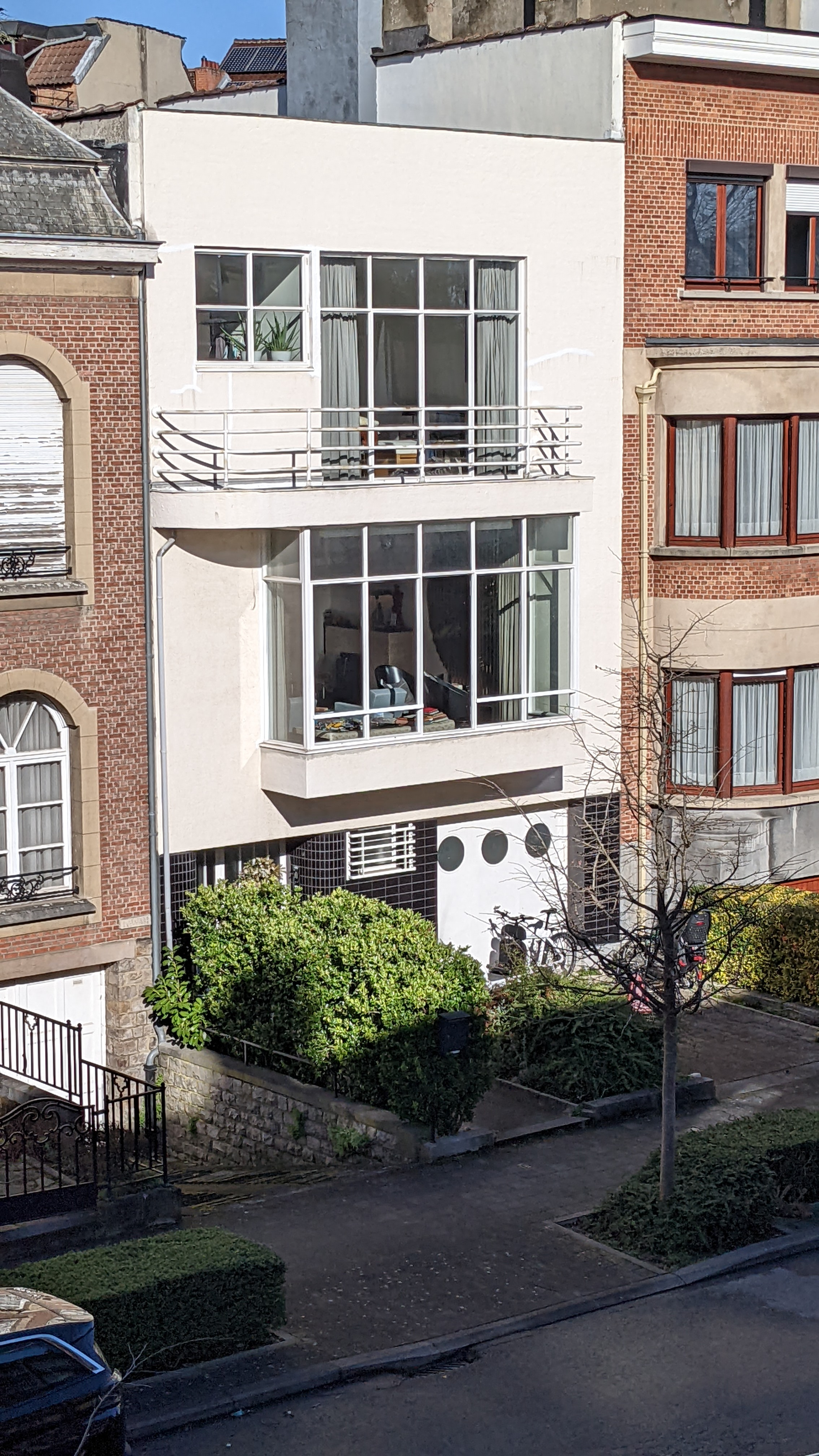
Au n° 28, une maison moderniste de type bel étage, à trois niveaux sous toit plat, construite en 1936, signée par l'architecte Charles Van Nueten. La maison reçut les deuxième et troisième mentions ex aequo au prix Van de Ven de 1938[10].
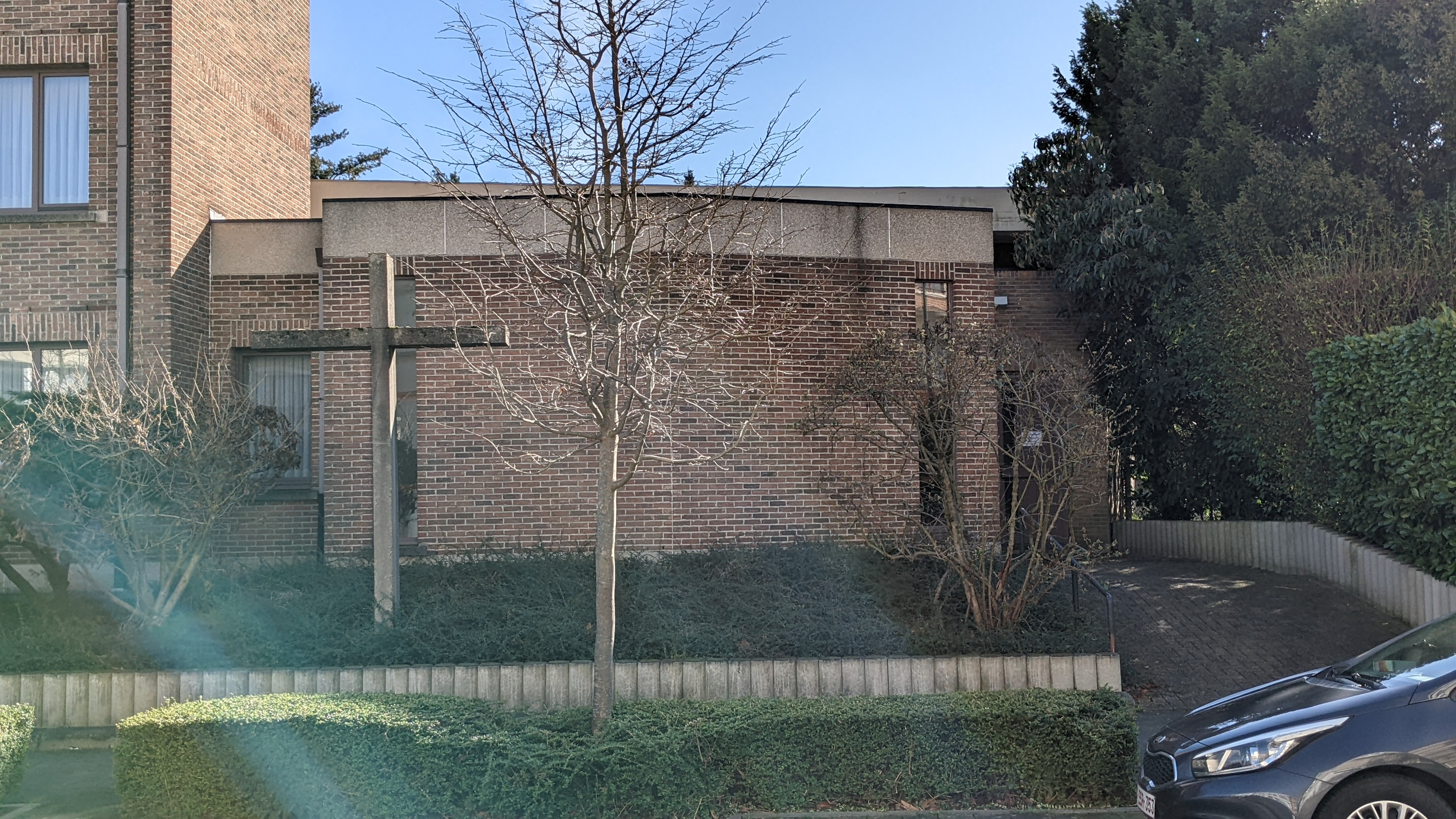
Au n° 29, la chapelle du couvent des Sœurs franciscaines anciennement reliée, par un long passage couvert de forme coudée, à l'ancien couvent des Sœurs franciscaines, bâti à partir de 1903 au milieu d'une vaste propriété boisée occupant toute la profondeur de l'îlot. Dessinée par l'architecte Guido Van Doorslaer en 1968[11].
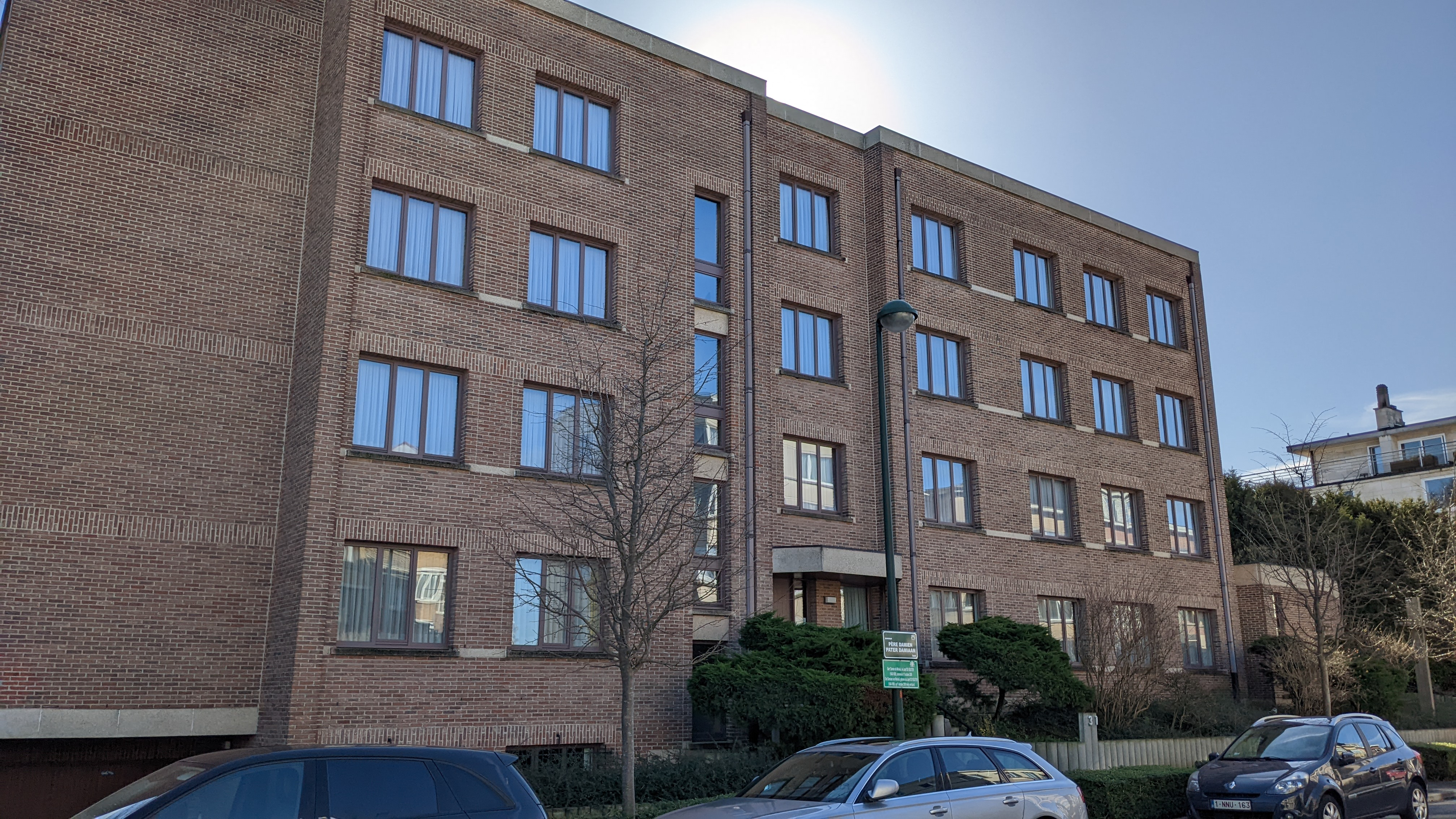
Au n° 31, le couvent des Sœurs franciscaines (École catholique privée internationale d'immersion bilingue Agnes School dès septembre 2022)
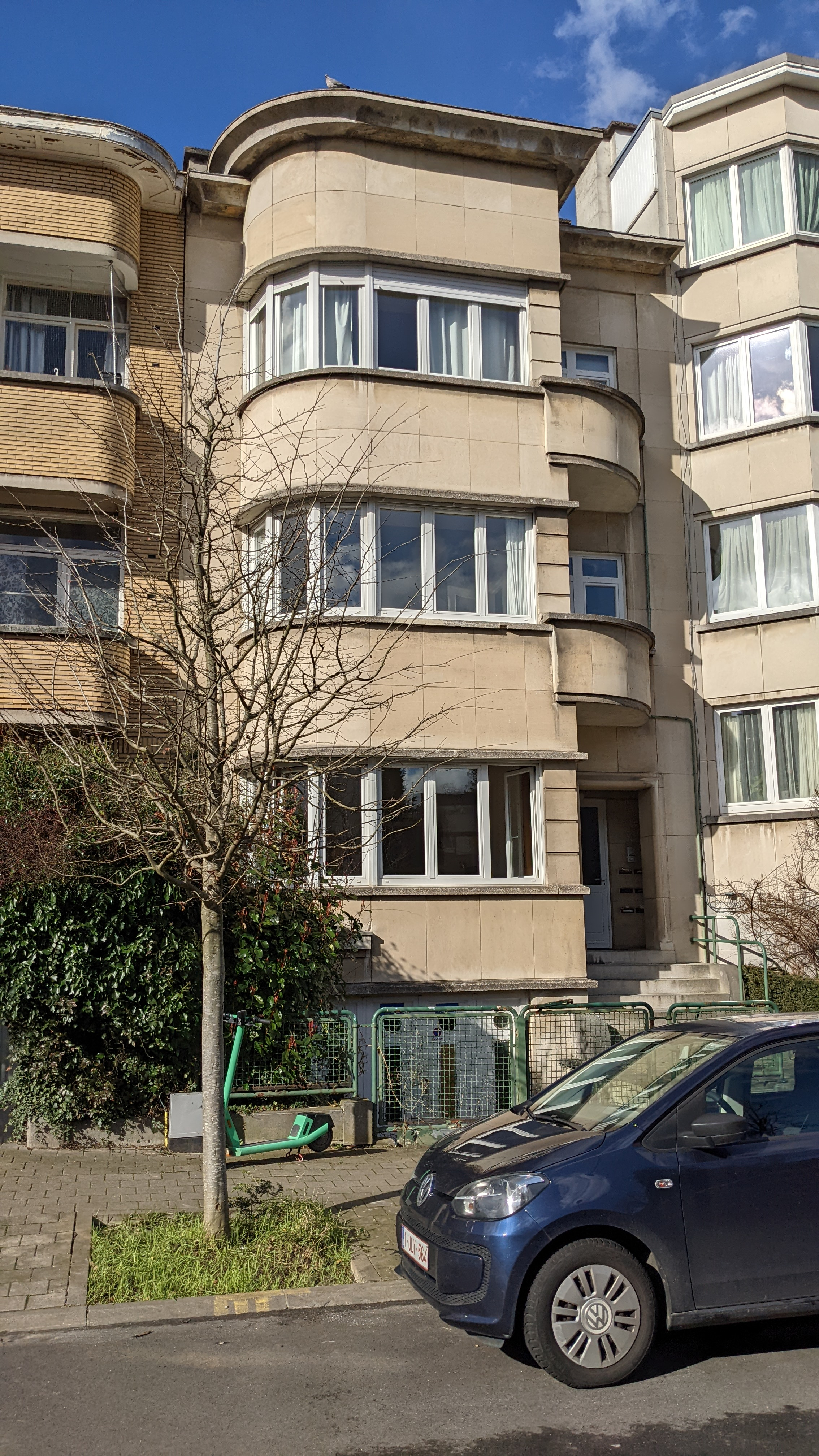
Au n° 36, un immeuble de rapport Art Déco construit en 1939 par l'architecte Léon Meurice
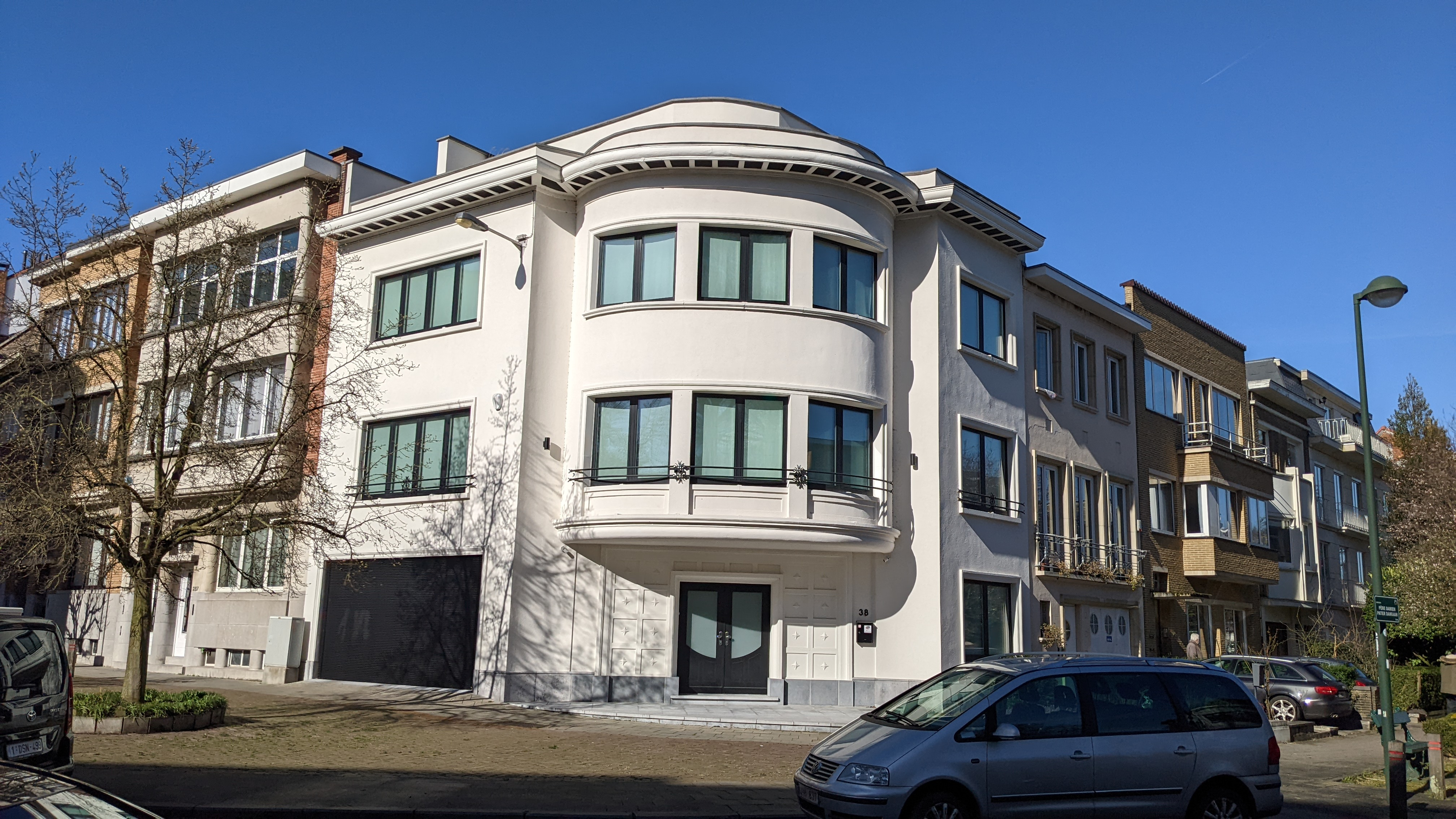
Au n° 38, maison moderniste construite entre 1940 et 1948 par l'architecte André Leclercq
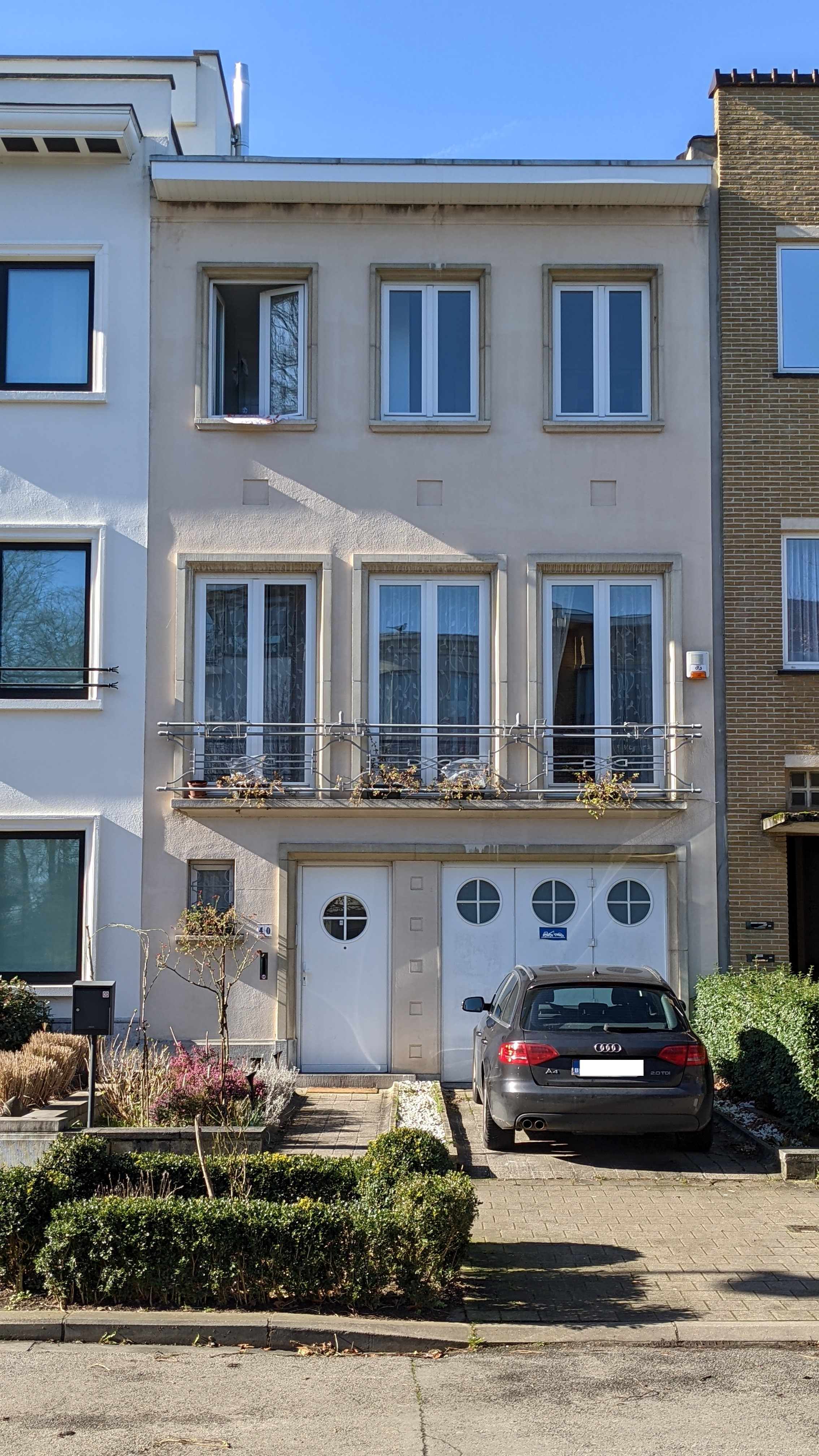
Au n° 40, maison moderniste construite entre 1940 et 1948 par l'architecte André Leclercq
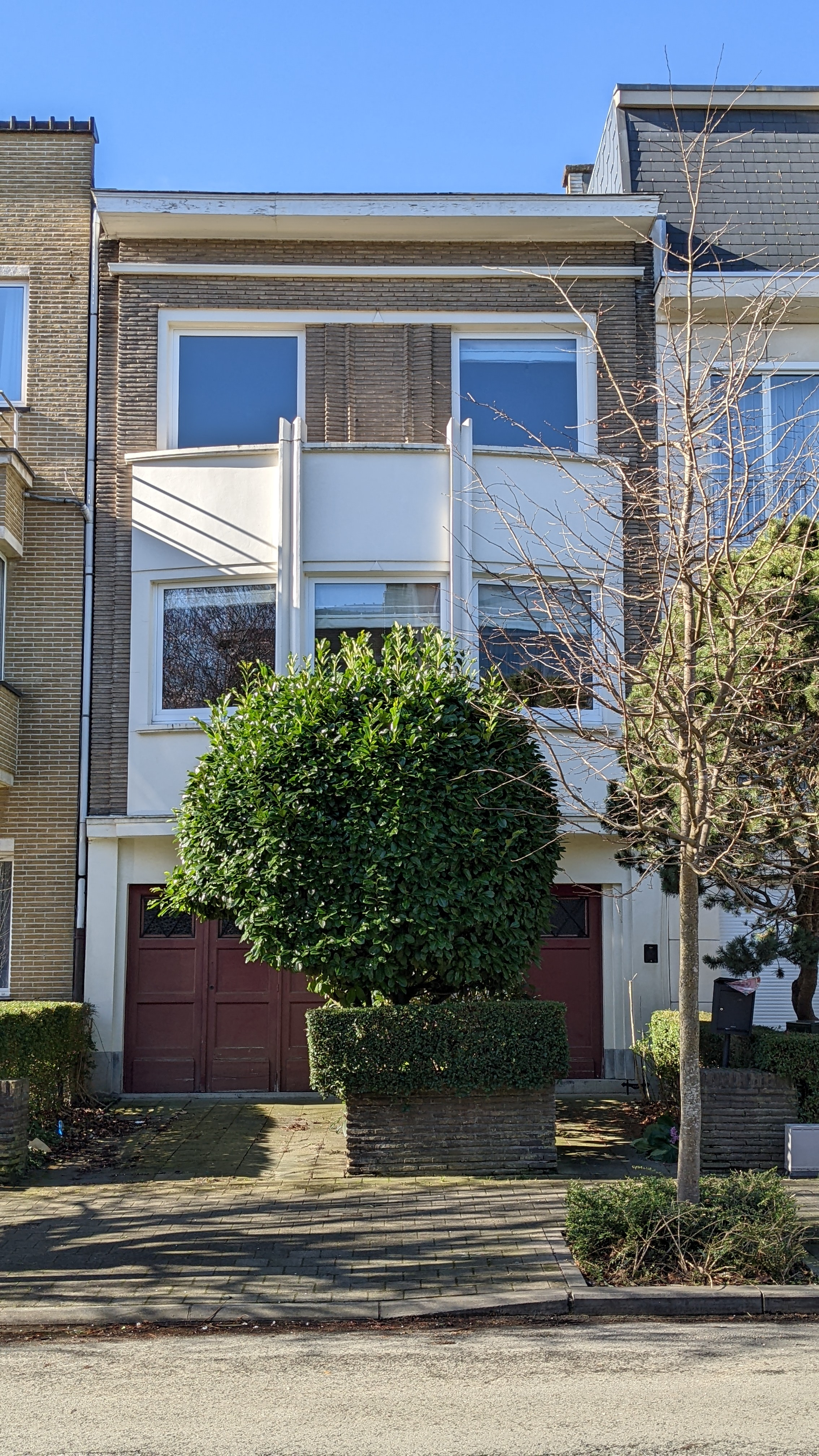
Au n° 44, une maison Art Déco de type bel étage, de trois niveaux sous toit plat construite en 1939 par l'architecte Richard Hubert
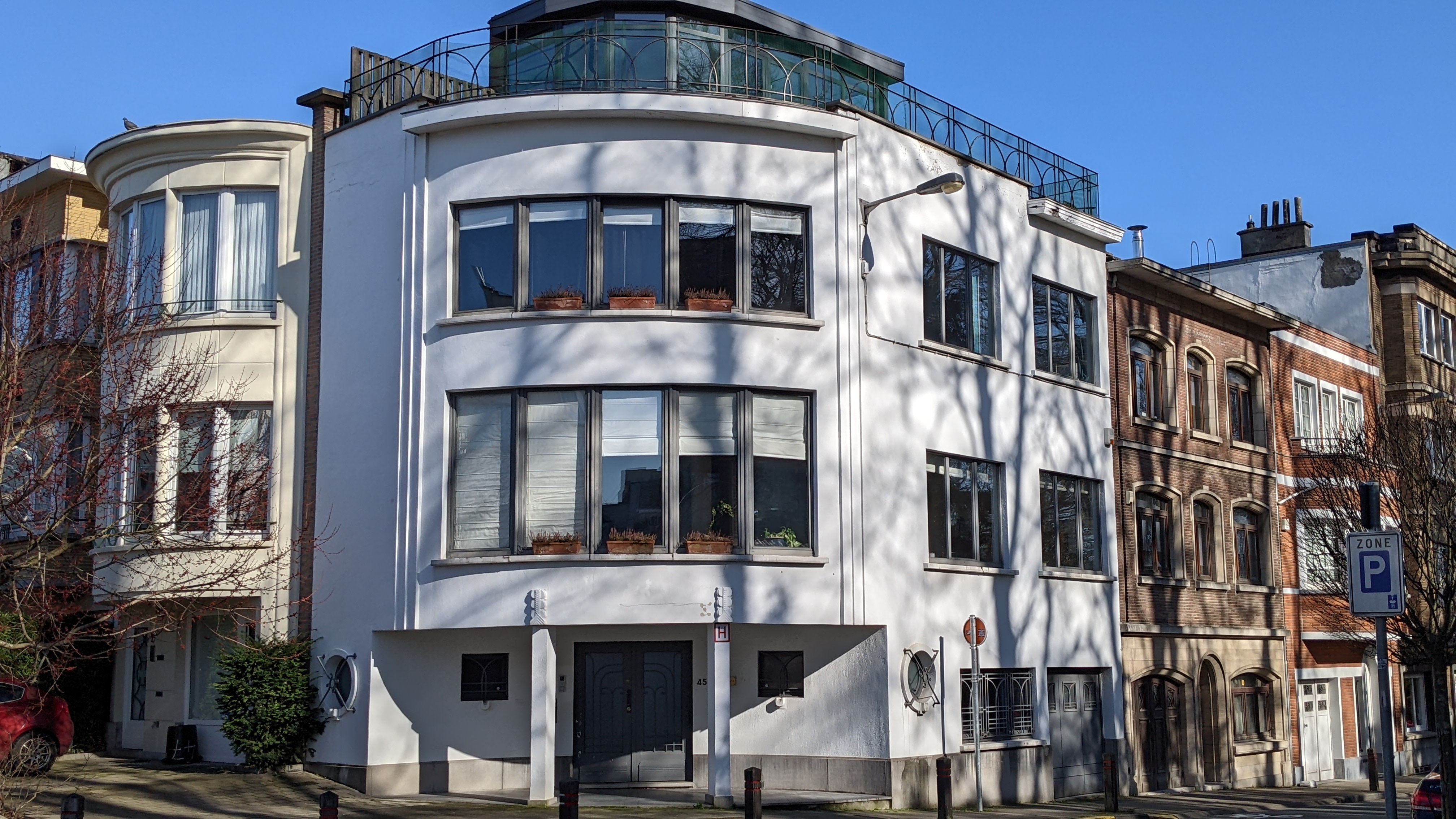
Au n° 45, maison moderniste construite entre 1940 et 1948 par l'architecte André Leclercq
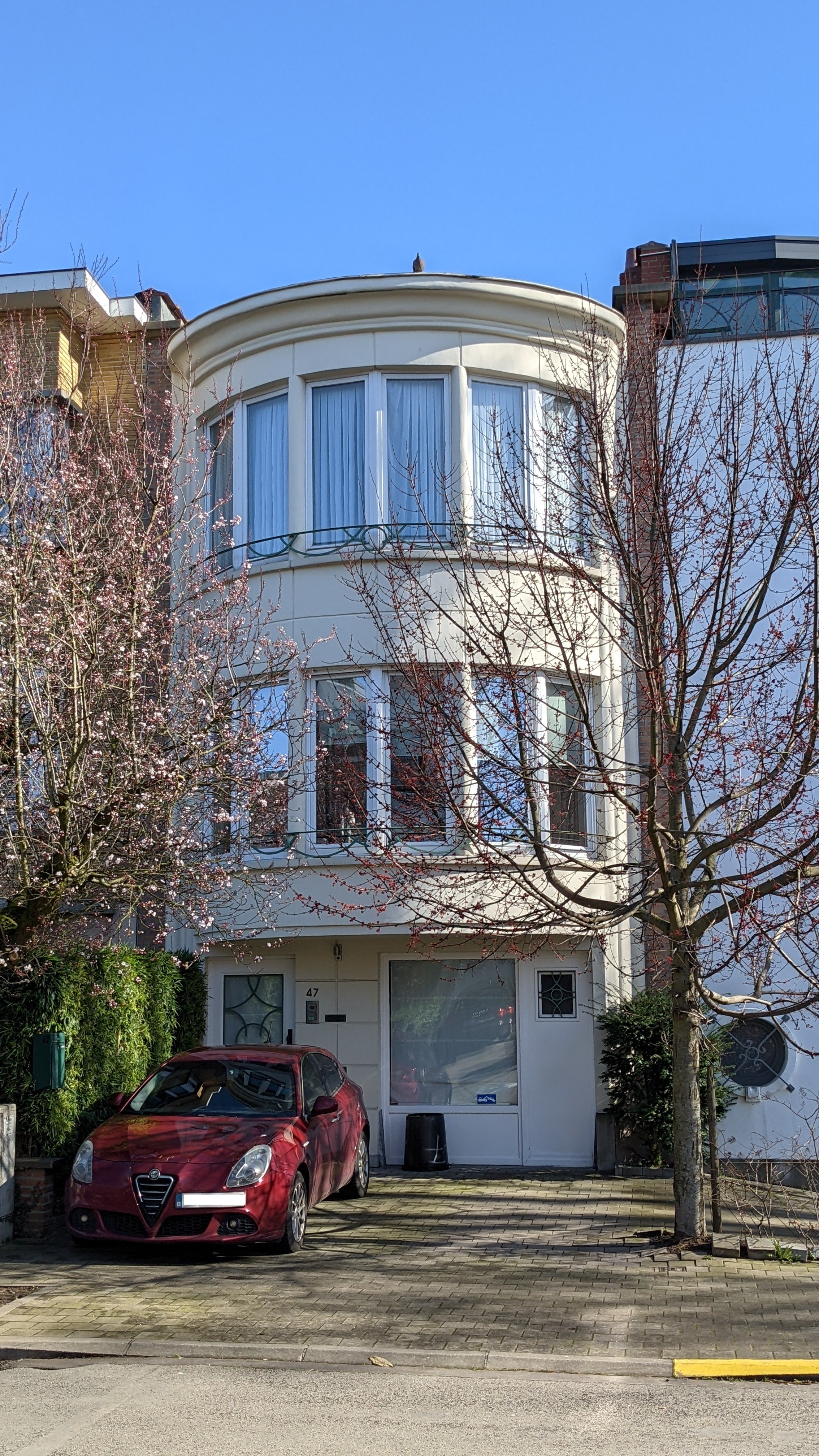
Au n° 47, maison moderniste construite entre 1940 et 1948 par l'architecte André Leclercq
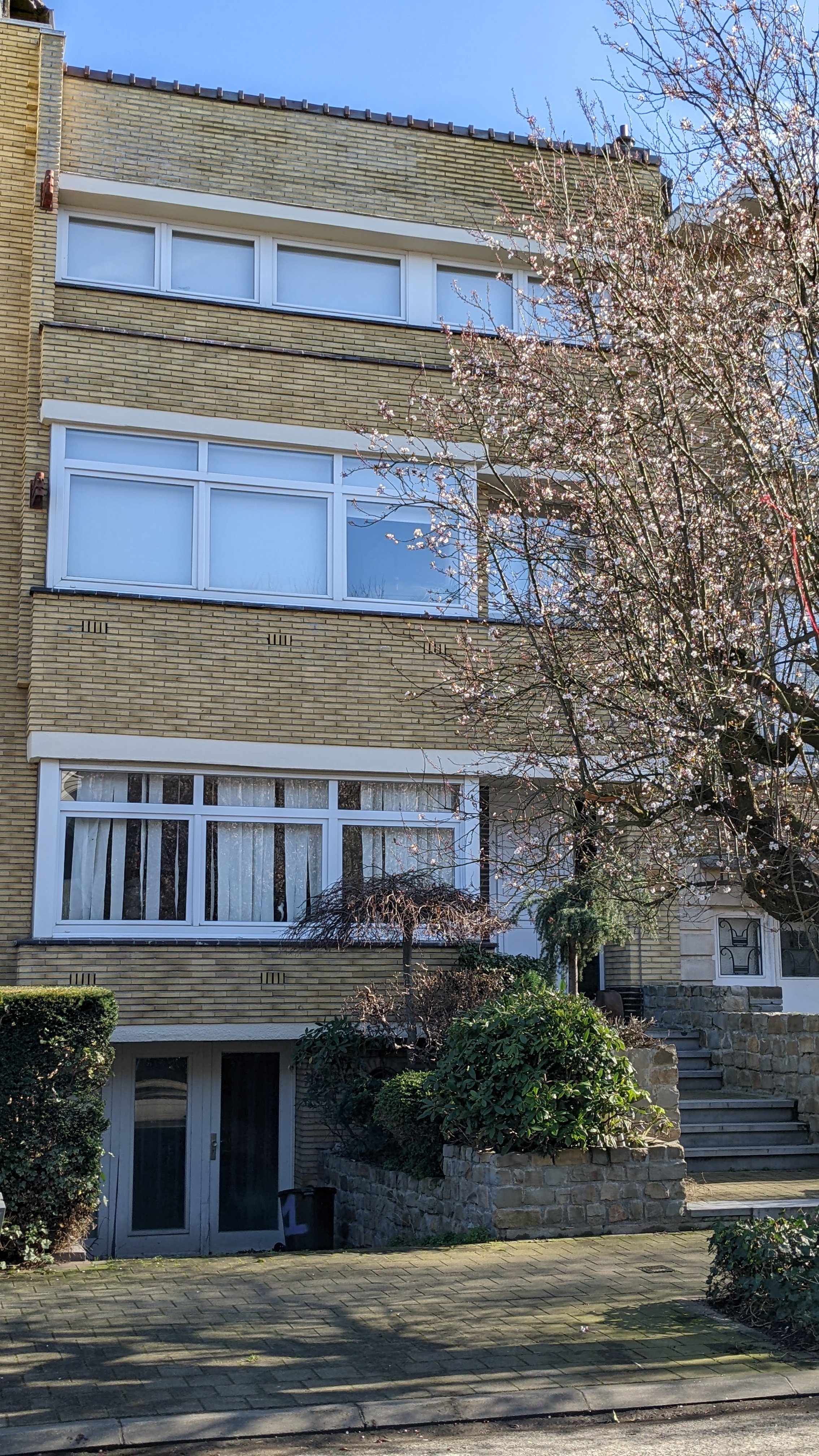
Au n° 51, une maison moderniste, de trois niveaux sous toit plat construite en 1936 par l'architecte Émile De Nil
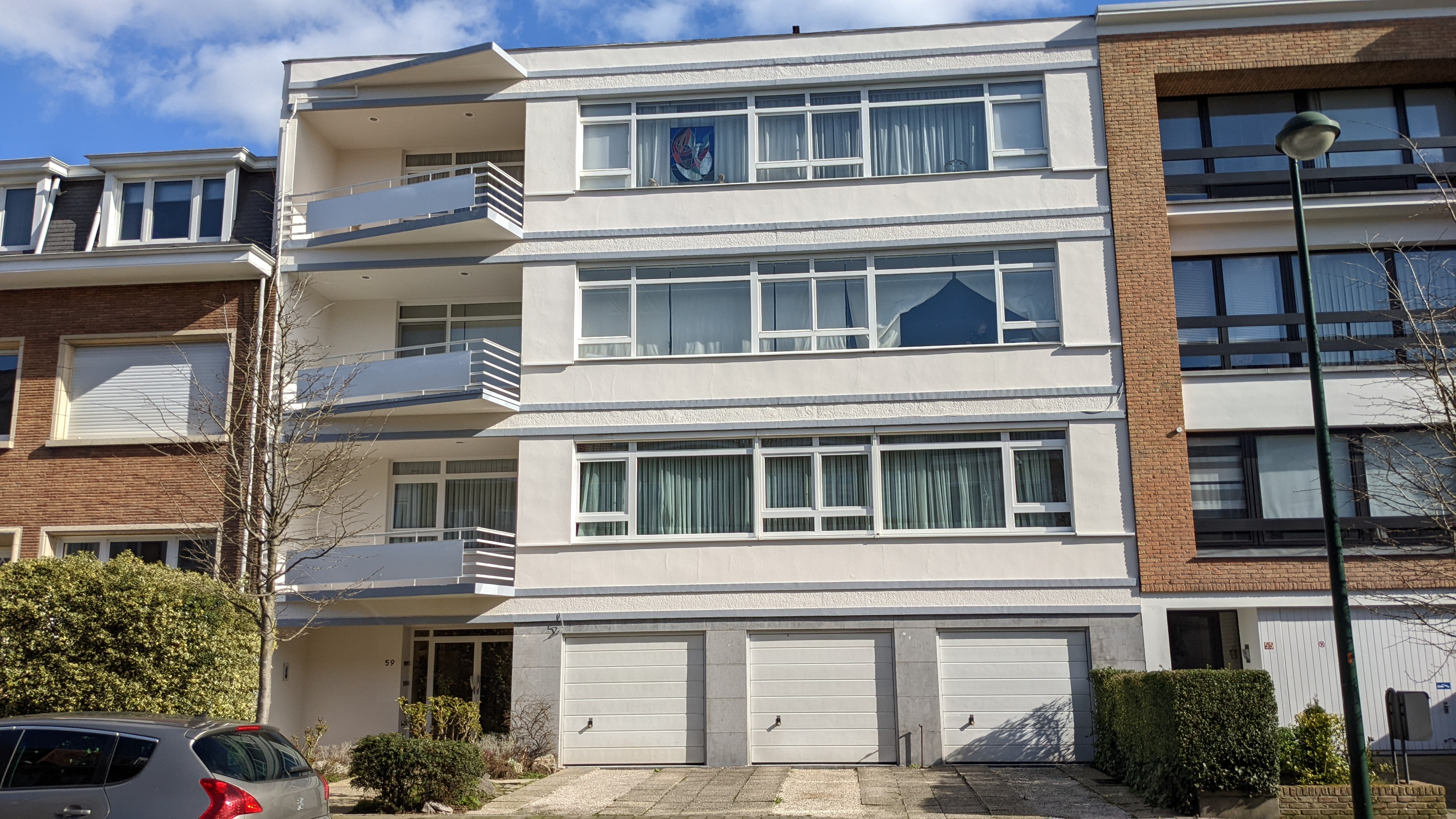
Au n° 59, un immeuble à appartements du style moderniste caractéristique de 1957, de quatre niveaux et deux travées inégales sous toit plat, construit en 1957 par l'architecte M. J. Schmidt
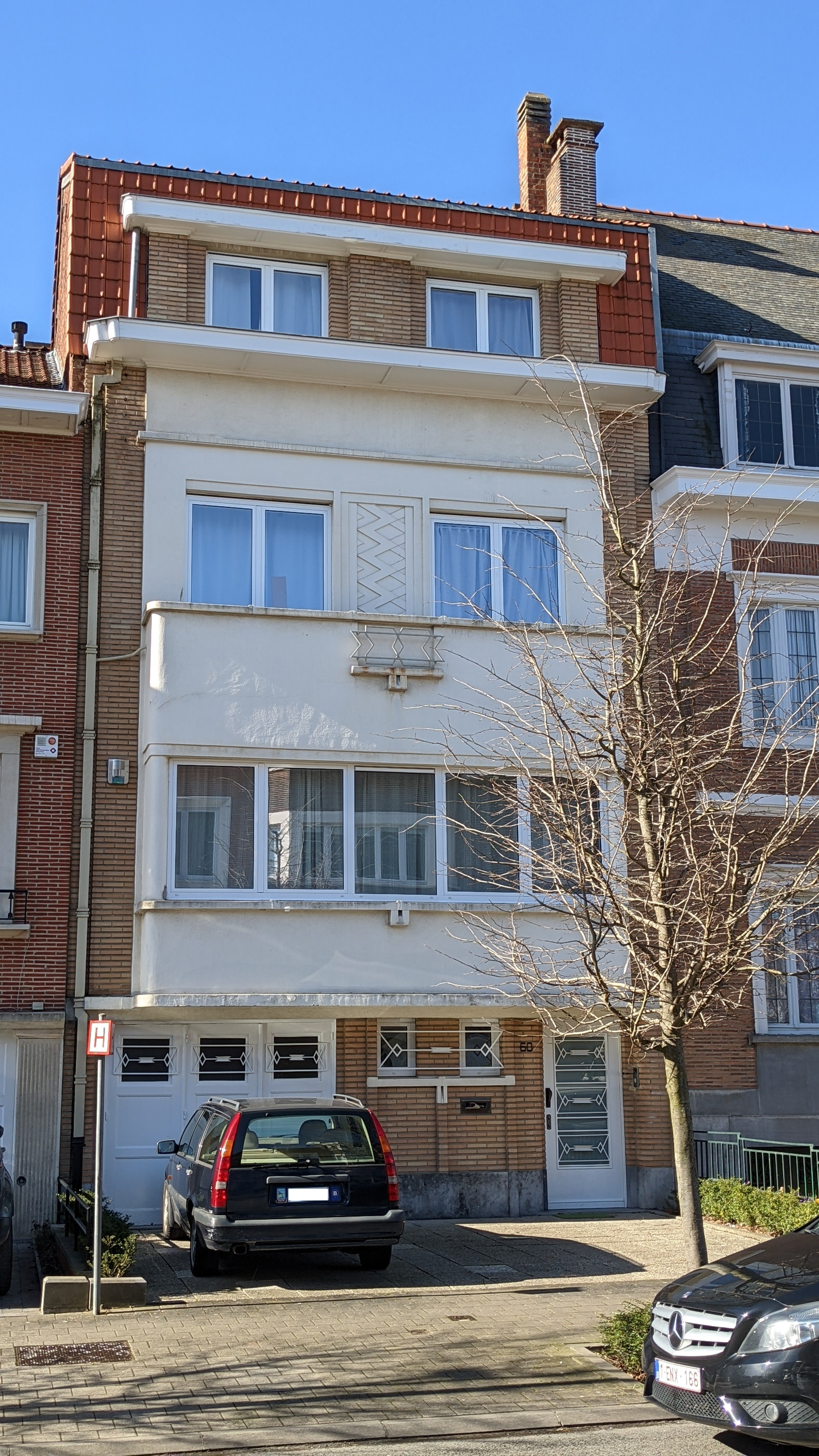
Au n° 60, une maison Art Déco de type bel-étage, à trois niveaux sous mansarde construite en 1939 par l'architecte René Thiry
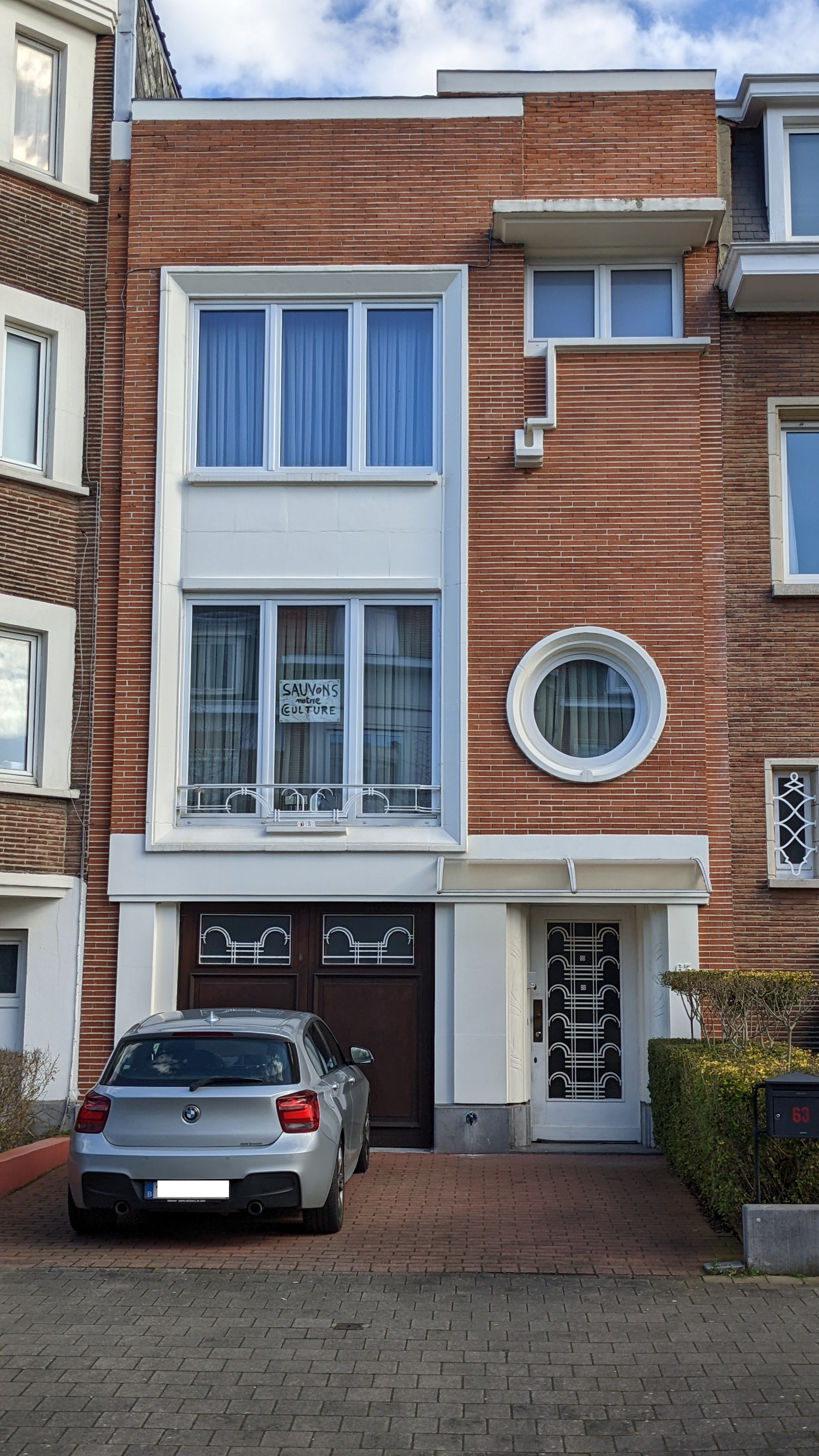
Au n° 63, une maison moderniste de type bel étage construite en 1937, attribuée à l'architecte Jean M. V. Cohen
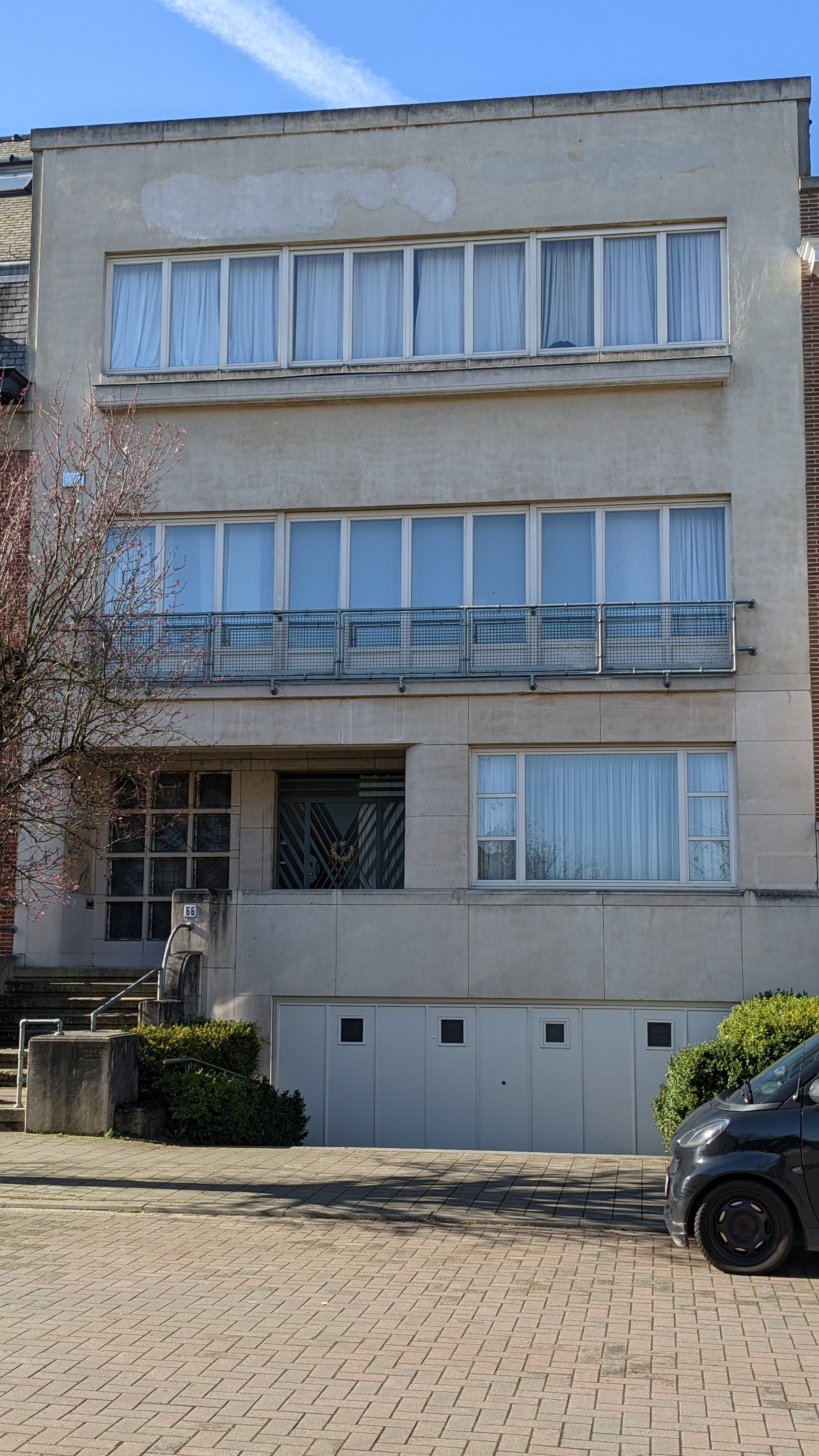
Au n° 66, une maison moderniste, de trois niveaux sous toit plat construite en 1938 par l'architecte Léonard Homez
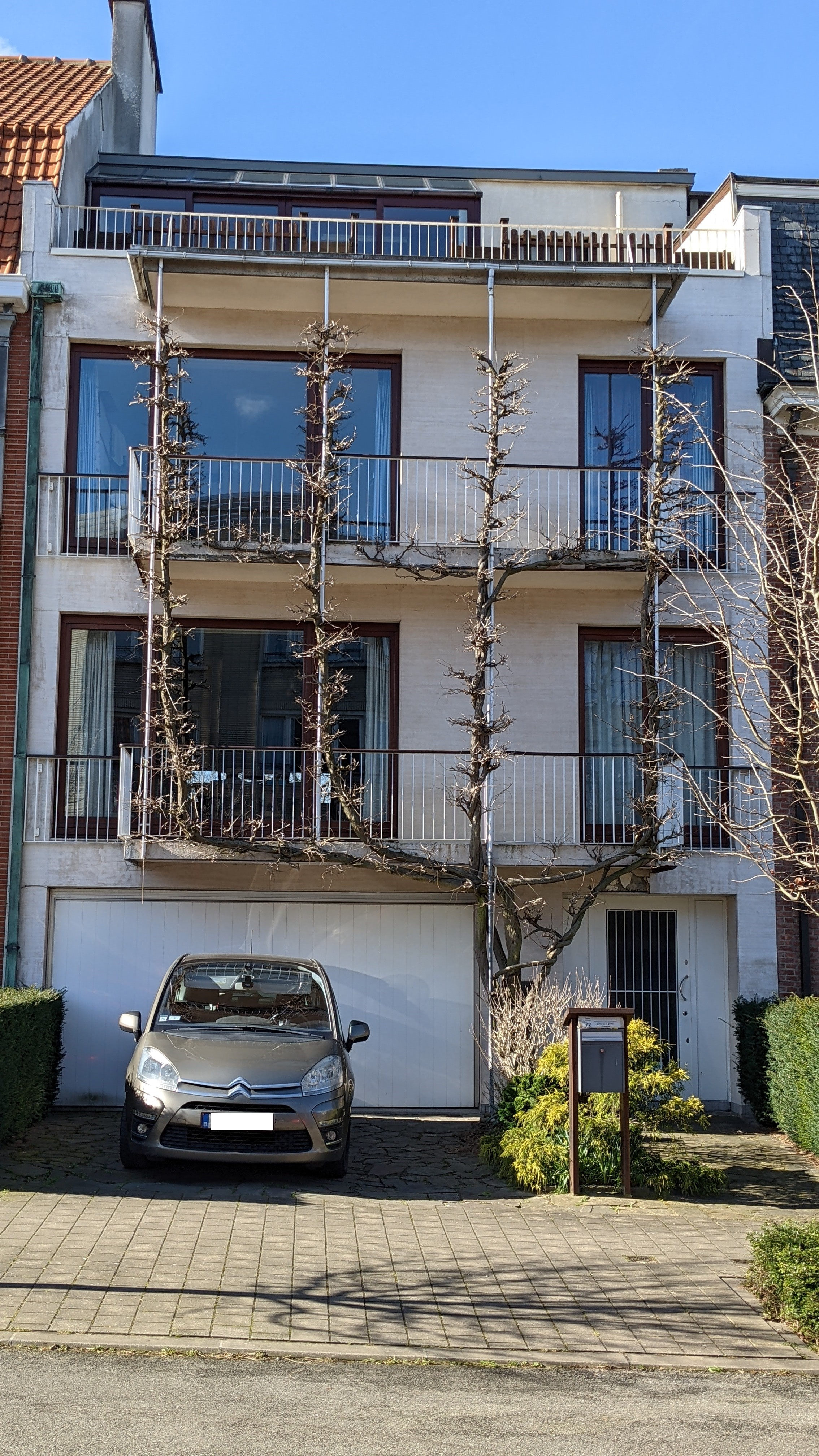
Au n° 72, une maison moderniste, à deux travées inégales et quatre niveaux, le dernier en attique construite en 1954 par l'architecte Henri François. En 1993, étage attique devancé d'une annexe

## Maison remarquable non inventoriée

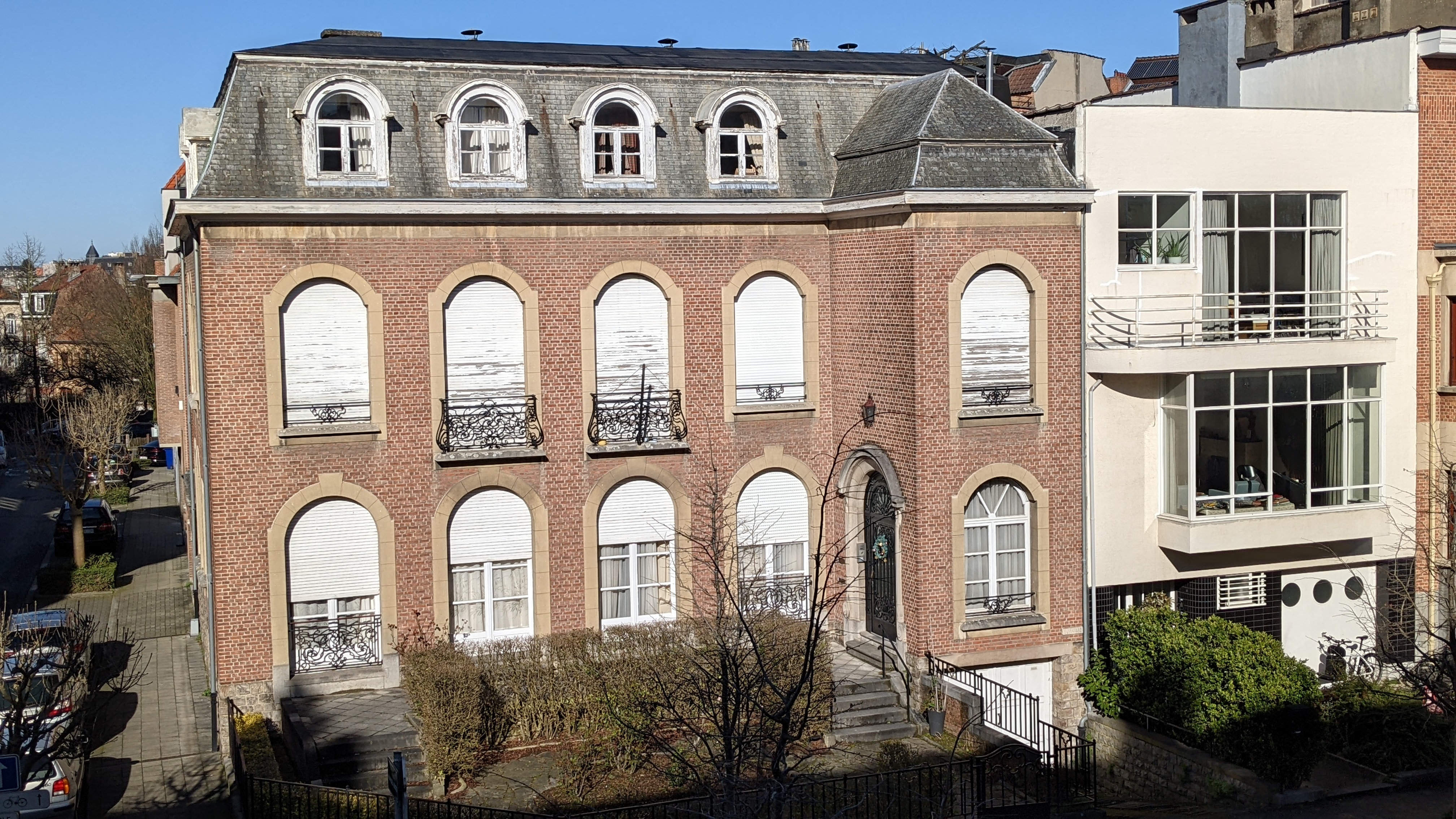

Au numéro 26, nous découvrons une belle maison qui n'est pas reprise dans l'inventaire régional.
Cette maison de maître bâtie sur trois niveaux, au coin de l'avenue Père Damien et de la rue Marcel Buts dans les années 1950, apporte une touche classique à l'avenue avec son style néo Louis XV simplifié d'après guerre. Remarquons un beau travail de ferronnerie, ainsi qu'un jardinet à front de rue.
Autrefois occupée par une ambassade, cette maison est transformée en habitation.

## École catholique Agnes School
En septembre 2022, l'école catholique privée internationale d'immersion bilingue Agnes School s'installe dans l'ancien couvent des Sœurs franciscaines, après avoir acheté le bâtiment, pour y créer une section secondaire. Les Sœurs Franciscaines y étaient établies depuis 1899 dans l'ancien couvent et depuis 1986 dans le couvent actuel.

## Plaque commémorative

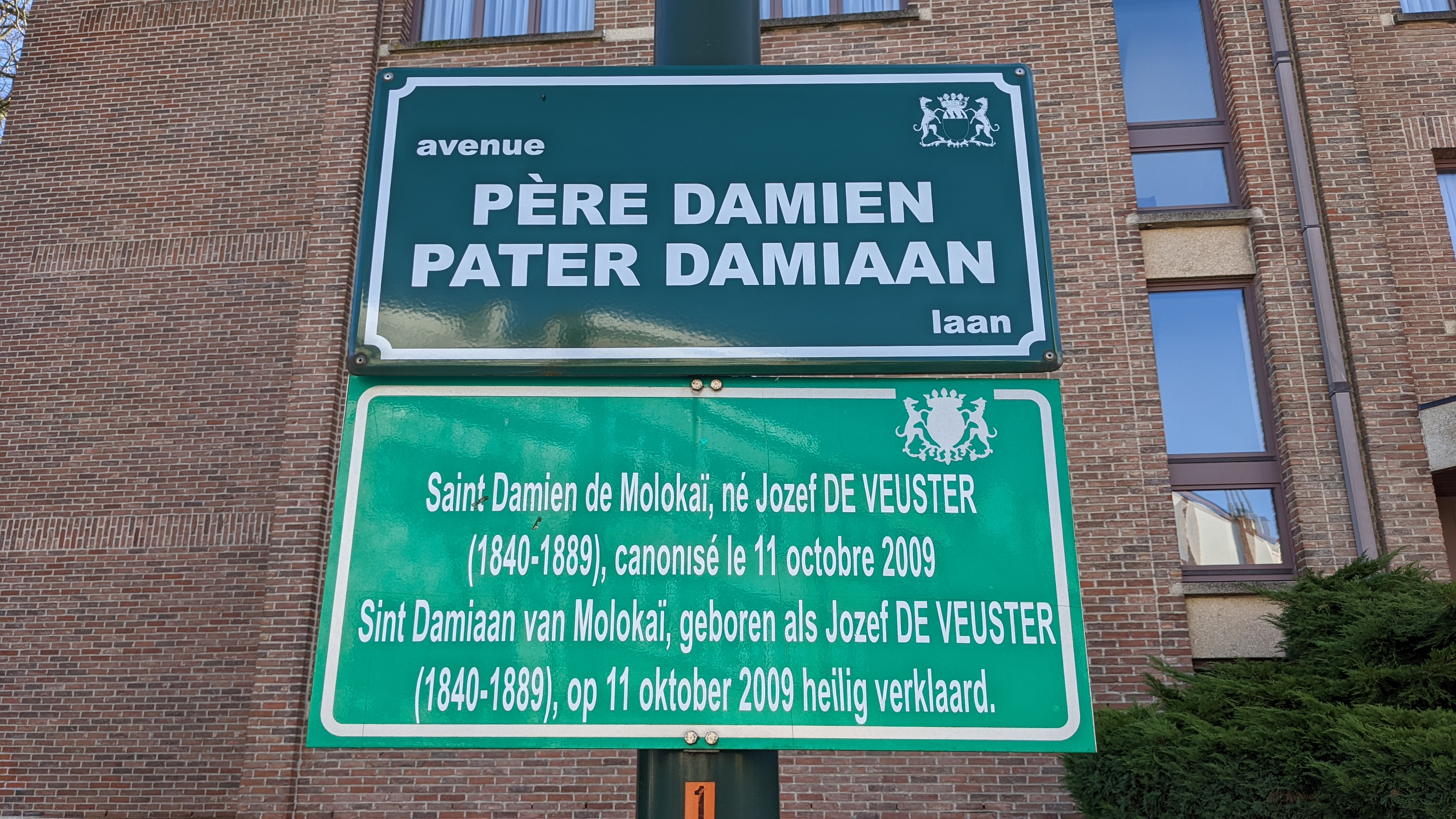

Saint Damien de Molokai, né Jozef De Veuster (1840-1889), canonisé le 11 octobre 2009